# 蒂奇内托
蒂奇内托（義大利語：Ticineto），是意大利亚历山德里亚省的一个市镇。总面积8.15平方公里，人口1429人，人口密度175.3人/平方公里（2009年）。ISTAT代码为006173。